# 實惠家居

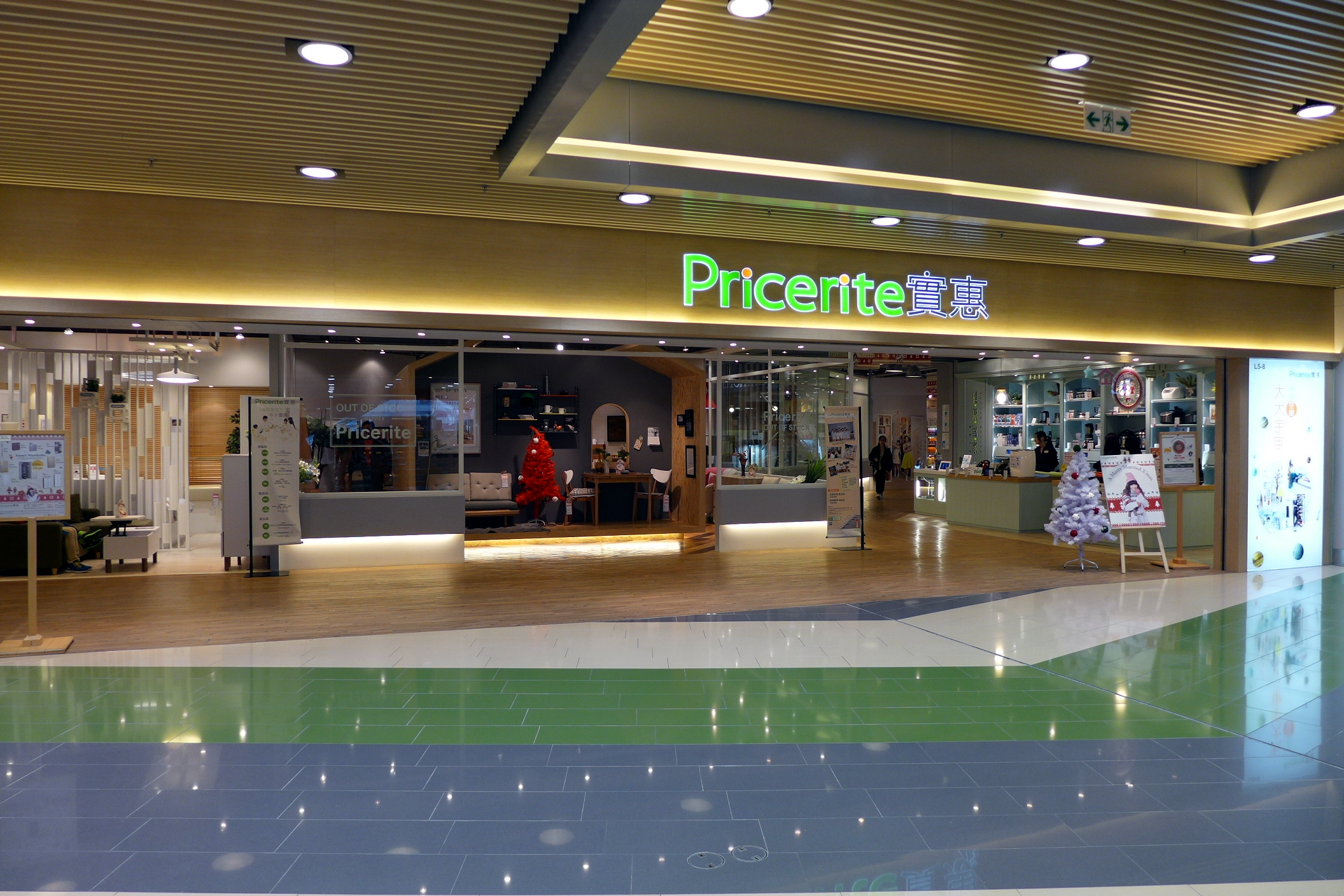
實惠MegaBox店

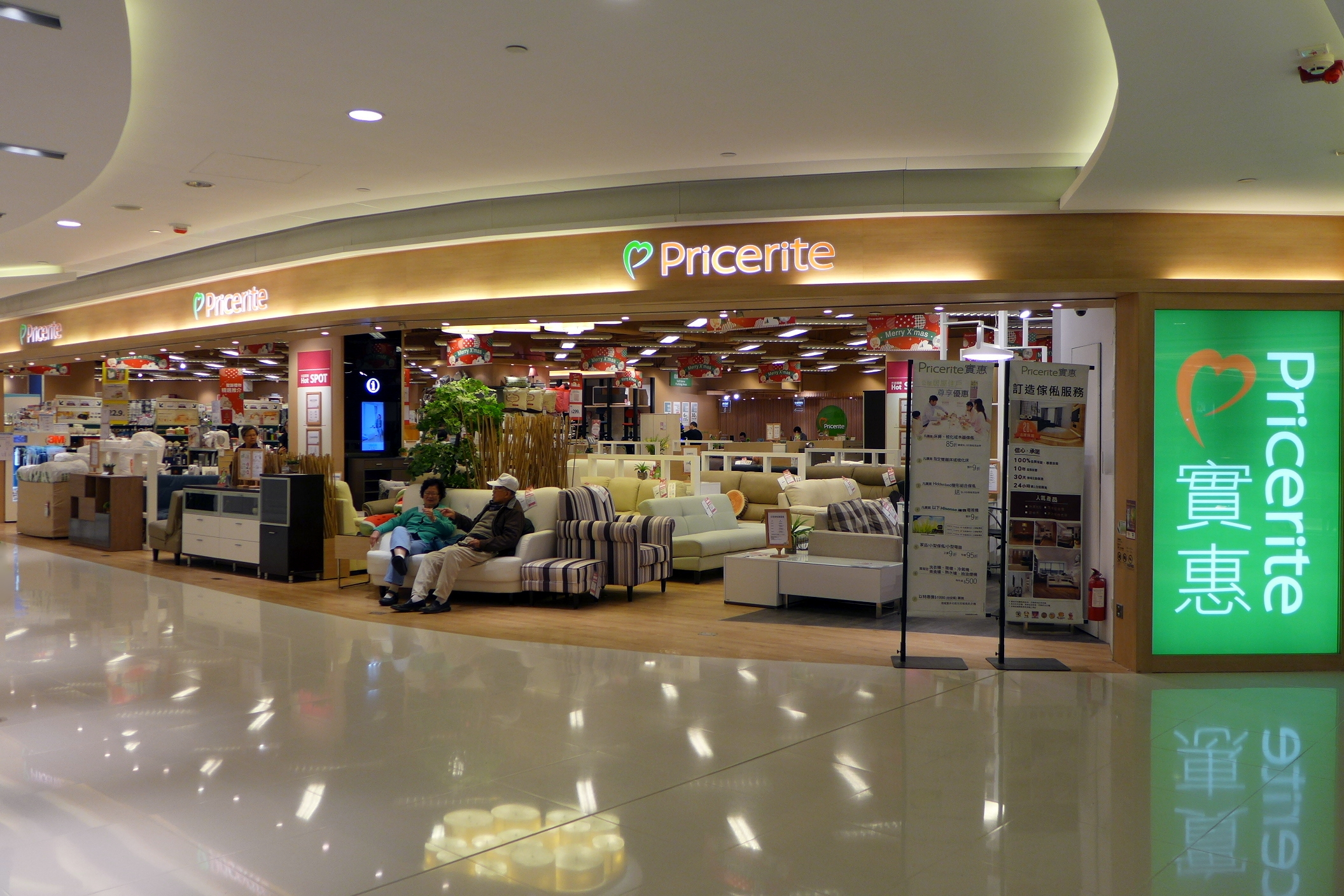
實惠新都城店

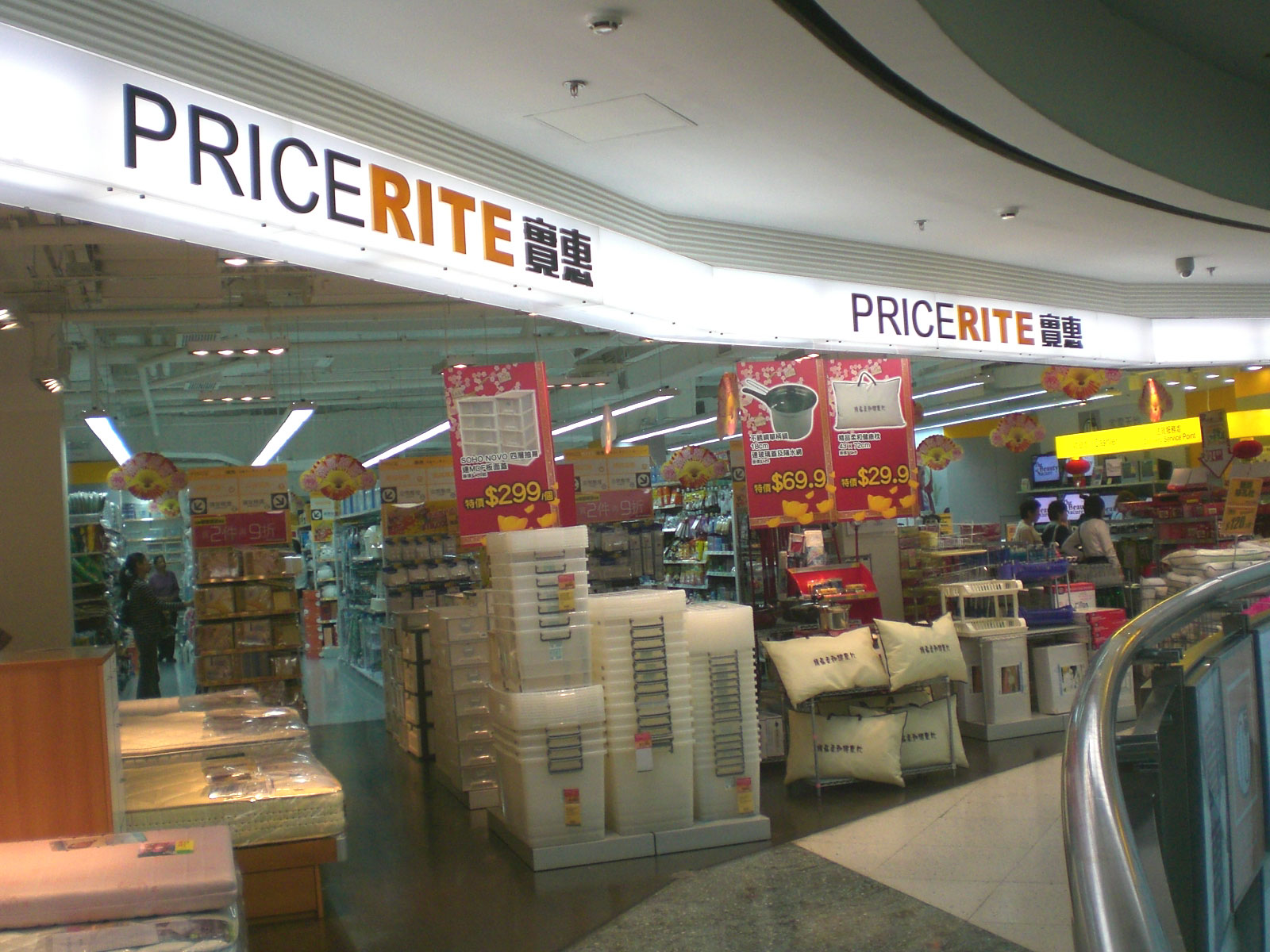
實惠西九龍中心店

實惠（英語：Pricerite），全稱實惠家居有限公司（英語：Pricerite Home Limited），是香港一家大型家庭用品連鎖店，成立於1986年。實惠主要售賣家具、電器等家居用品，現時在香港有14間分店。總部在九龍灣Manhattan Place。

## 產品
實惠銷售家庭用品、家庭電器、傢俬等貨品，亦售賣自己的產品，包括窗台傢俬WinSill和變形傢俬Transformer。

## 歷史
實惠於1986年開業，母公司實惠集團於2001年3月被時富投資集團收購，並於2005年7月易名為時惠環球。最初的標誌是屋型。時惠環球的母公司是時富集團（並以「時富投資」為控股公司）。
2001年實惠進行改革，形象大變身，首次請來劉青雲,郭靄明夫婦擔任代言人。 
2003年更換新標誌，所有分店開始接受八達通付款，是首間全線接受八達通付款的家庭用品連鎖店，亦是當時唯一一個接受八達通的家庭用品連鎖店。2004年獲亞太區資訊科技大獎。
2005年，實惠加強提供相關貨品種類，並以「愛家‧愛整潔」為口號，聘用了林曉峰、康子妮夫婦為代言人，以宣傳愛護家庭，注意家居清潔衛生的概念。10月，實惠聯同香港基督教服務處及香港建築師學會（三思數碼贊助）推動「築動．社群」計劃，協助貧窮家庭進行室內維修及添置家具。
2006年初，實惠於各報章及雜誌的廣告中加入「如何預防禽流感」的知識，更贈送顧客預防禽流感的小咭片及小冊子。年中與香港環境保護署簽訂「減少派發膠袋協議」及參加「無膠袋日」，呼籲市民減用膠袋。
同年8月，實惠公開反對香港政府設立產品及服務稅（銷售稅），並獲二萬名市民簽名響應，其中有99%市民表示反對政府設立銷售稅。當時為了響應反對徵收產品及服務稅及減輕市民負擔，實惠旗下的全線貨品減價促銷。公司副行政總裁羅騰輝表示，促請政府不要設立產品及服務稅，並表示如果設立產品及服務稅，市民的購物意欲會減少，香港營商環境將會變壞。11月慶祝公司成立20週年。
實惠於2007年獲得2006年度「香港服務名牌」獎項。
2010年1月，實惠改變其商標及店鋪設計，並於同一日開設三家全新品牌-實惠家居概念店。
2015年，該公司邀請香港知名歌手王菀之及糖妹為其全新廣告參與演出。
2018年，該公司邀請香港知名歌手林嘉欣為其全新廣告參與演出，於旺角開設約20,000呎的「新零售概念店」，部分購買體驗與手機應用程式結合。
2020年2月，在2019新型冠狀病毒香港疫情影響下，實惠集團在2月16日發出通告，表示為了控制成本，已經裁減10%分店人手，而後勤員工於2月至5月間實行放無薪假期，旗下4間分店亦已停業，並慎重考慮即將到期的8間分店是否會續租。
2021年6月，實惠在上水開設新的附屬品牌店Pricerite Food。
2024年10月，在facebook官方專頁連串推銷完一年一度至抵周年賞後，突然無預警地在10月15日零時零分貼出綠底白字「多謝各位多年支持」的帖文，引來網民熱議，多名市民上載照片，顯示太子、大埔及元朗等實體店舖門外大閘張貼「最後今天 多謝街坊支持」語句。最後證實原來「最後今天」只係舊價，即日起推「突破新價」為新價。

## 發展
實惠現時一直在香港發展同時，還不斷拓展華南地區業務。當中為了加強在廣州的發展，實惠將廣州分店由南部移至天河區。
此外，實惠於2004年成立三思數碼，以應付本地和遊客消費者對數碼產品的需求。在2011年10月，開拓了網上購物，24小時營業。首先成立澳門網上購物服務，服務居住澳門的消費者。到了2012年5月，更成立了香港網上購物服務，進一步方便居住香港的消費者。

## 分店
最高峰時更接近50間。但於2004年因應店舖租金大幅上升，令實惠經營成本上升，經營亦愈來愈困難，結束表現未如理想的7間分店至2005年初的38間。2005年至2006年間，更結束6間分店，令分店數目降至2010年的32間。2018年2月，實惠在香港共有25間。
至2023年，因受2019冠狀病毒病疫情及業主加租影響，分店數目已降至17間。
2024年10月15日凌晨時份，市民拍攝到太子、大埔及元朗等實體店舖門外大閘張貼「最後今天 多謝街坊支持」語句，真相是今天起「突破新價」，最後今天，原來只是舊價。

## 外部連結
- 實惠網上商店（香港） （页面存档备份，存于）
- 實惠網上商店（澳門） （页面存档备份，存于）